# Alfred Jensen
Alfred Jensen (ur. 30 września 1859 w m. Forsa w Hälsinglandzie, zm. 15 września 1921 w Wiedniu) był szwedzkim tłumaczem, dziennikarzem i slawistą.

## Życiorys
Był synem inżyniera budownictwa Carla i Caroliny Modéer. Po ukończeniu nauki spędził rok w Rosji, później wstąpił na Uniwersytet w Uppsali, gdzie przez cztery lata studiował języki nordyckie, estetykę, łacinę, historię, filozofię i astronomię. Nie zdał jednak ostatniego egzaminu, więc nie uzyskał stopnia naukowego. W 1884 wyjechał do Niemiec, gdzie podjął pracę w magazynie „Exporteur” w Hamburgu, był też zatrudniony jako korespondent w „Göteborgs Handels- och Sjöfartstidning”, do których redakcji wysyłał informacje o wydarzeniach w świecie niemieckim. W końcu został stałym pracownikiem redakcji gazety w Göteborg, później jego korespondentem zagranicznym w Berlinie i Wiedniu. W 1897 poślubił tłumaczkę Karin Lidforss. Trzy lata później wrócił do Szwecji, gdzie w 1901 został członkiem Instytutu Nobla Akademii Szwedzkiej jako ekspert od literatury krajów słowiańskich. Jednocześnie pracował jako tłumacz, pisarz i wykładowca. Od 1906 pracował na Uniwersytecie w Uppsali, gdzie w 1907 otrzymał honorowy doktorat, głównie w uznaniu napisanej przez niego biografii Ivana Gundulicia. Podczas pobytu w Rosji nauczył się rosyjskiego, później opanował język polski i czeski, następnie języki południowosłowiańskie. Po raz pierwszy odwiedził Bałkany w 1890, a po otrzymaniu w 1895 stypendium wyjechał na rok, odwiedzając Słowenię, Serbię i Czarnogórę. Podróżował też przez Morze Czarne do Rosji aż po Azję. Niemal co roku odwiedzał niektóre kraje słowiańskie.
Tłumaczył na szwedzki m.in. polską literaturę, zwłaszcza utwory pisarzy romantycznych, m.in. Pana Tadeusza A. Mickiewicza (1898), dzieła J. Kochanowskiego, S. Wyspiańskiego i W.S. Reymonta; W 1899 opublikował wybór przekładów Polska skalder (Polscy poeci). Z utworów pisarzy słowiańskich przełożył też m.in. Eugeniusza Oniegina Puszkina (1889), utwory Fiodora Dostojewskiego, Leonida Andriejewa i Ivo Vojnovicia. W 1896 wydał wybór przekładów Ur slavernas diktvärld (Ze świata poezji słowiańskiej. Napisał też studia slawistyczne Slavia wydane w dwóch tomach w latach 1896-1897. Mimo opublikowania kilku prac naukowych nie został w pełni zaakceptowany przez szwedzki świat akademicki ani uznany przez szwedzkie środowiska literackie, które wytykało mu niedoskonałości w przekładach.